# Nemeris mexicola
Nemeris mexicola är en fjärilsart som beskrevs av Dyar 1910. Nemeris mexicola ingår i släktet Nemeris och familjen mätare. Inga underarter finns listade i Catalogue of Life.